# Jean-François Huchet
Pour les articles homonymes, voir Huchet.
Jean-François Huchet est un économiste français, spécialiste de l’économie de l'Asie, notamment de la Chine, et professeur des universités à l'INALCO dont il devient président en 2019. Il a dirigé la revue Perspectives chinoises de 2006 à 2011,.
Il est élu vice-président de France Universités le 30 janvier 2025.

## Carrière
Jean-François Huchet a étudié l'économie et occupé plusieurs postes de chercheur en France et en Chine : à l'Université de Rennes-I en France à partir de 1982, qui lui a délivré un doctorat en économie en 1993, et à l'Université de Pékin de 1987 à 1991. Il a ensuite poursuivi des études post-doctorales de 1993 à 1995 à la Maison franco-japonaise, établissement sous double tutelle du ministère français des affaires étrangères et du CNRS. Il est devenu chercheur senior à la Maison franco-japonaise, de décembre 1995 à mars 1997. Il a été ensuite chercheur senior au Centre d'études français sur la Chine contemporaine, un centre du CNRS basé à Hong Kong, d'avril 1997 à août 2001. Il a résidé en Asie de 1987 à 2001.
Par la suite, il est devenu professeur d'économie associé à l'Université Rennes-II de septembre 2001 à septembre 2006, où il a soutenu une habilitation à diriger des recherches.
Il a dirigé le Centre d'études français sur la Chine contemporaine (CEFC) et la revue Perspectives chinoises de septembre 2006 à août 2011,
Il est professeur des universités à l’INALCO, sur un poste d’économie et société des mondes chinois contemporains, depuis septembre 2011,. Il est également professeur détaché à la Paris School of International Relations (PSIA) de Sciences Po Paris. Il enseigne l’économie chinoise et asiatique et l'histoire du développement économique de la Chine et de l'Inde dans une perspective comparative.
Ses recherches portent sur le rôle de l’État dans le développement industriel de la Chine, dans une perspective comparative avec l’Inde. Il a soutenu en décembre 2010 une HDR en économie à l’université Rennes 2, sur ce même thème. Il travaille donc sur la macroéconomie de la Chine, sur la restructuration des entreprises d’État chinoises, sur l'impact de la mondialisation sur les firmes chinoises et indienne, sur le développement durable en Chine, sur la responsabilité sociale des entreprises en Chine, et sur les relations sino-indiennes.
Il est membre associé du Centre d'études sur la Chine moderne et contemporaine (CECMC), fondé en 1996 et sous tutelle du CNRS et de l'EHESS.
À compter de février 2017, il est vice-président du conseil scientifique à l'INALCO. Il est également directeur-adjoint du GIS (Groupement d'Intérêt Scientifique) Réseau Asie du CNRS. En janvier 2019, il est élu président de l'INALCO.

## Travail sur la crise environnementale chinoise
Pour Jean-François Huchet, la crise environnementale en Chine est principalement due à des problèmes structurels : la démographie (une très forte concentration et une croissance exponentielle de la population depuis 1950 sur une portion du territoire chinois qui a très peu évolué), le type d'industrialisation (industrie lourde) et des choix énergétique (dépendance extrêmement forte vis-à-vis du charbon). Il y a aussi d'autres raisons, notamment les relations entre le gouvernement central et les gouvernements provinciaux (qui cherchent à développer des industries les plus complètes sur leur territoire, ce qui favorise la multiplication d'industries analogues au lieu de leur concentration).

## Travail sur le capitalisme chinois
Pour Jean-François Huchet, le capitalisme chinois est une illustration de la diversité de formes différentes de capitalismes qui peuvent exister.
En 2012, même s'il souligne les nombreuses réformes des entreprises d'État chinoises par le gouvernement, il met le doigt sur le manque de performance de certaines d'entre elles. Pour lui, la politique actuelle du gouvernement chinois d'introduire plus de transparence ne fonctionne pas car les dirigeants des entreprises sont désignés par le Parti communiste qui noyaute les conseils d'administration. Pour lui, ce sont avant tout les intérêts particuliers et les rentes détenues par certains groupes à l'intérieur de l'État qui freinent l'introduction de concurrence, de privatisation, ou de dérégulation des taux d'intérêt et des changes dans l'économie et la finance chinoise. Il souligne que renoncer à la propriété publique est encore inimaginable pour le Parti communiste chinois. Selon lui, la création d'impôts locaux permettrait aux entités locales en dessous du niveau de la province de sortir de leurs déficits chroniques.

## Ouvrages récents
- La Crise environnementale en Chine, Paris, Presses de Sciences Po, 2016, 152 p.
- En collaboration avec Joël Ruet et Xavier Richet, Chine, Inde: les firmes au cœur de l’émergence, Presses universitaires de Rennes, Rennes, 2015.
- En collaboration avec Marlène Laruelle, Sébastien Peyrouse et Bayram Balci (ed.), China and India in Central Asia, A new great Game?, New York, Palgrave Macmillan, 2010, 254 p.
- En collaboration avec Wang Wei, Chinese Firms in the Era of Globalisation, Pékin, Zhongguo Fazhan Chubanshe, 2008, 293 p.
- En collaboration avec Françoise Lemoine (éd.), Dix grandes questions sur la Chine, Paris, Club du CEPII, 2007, 179 p.
- En collaboration avec Joël Ruet et Xavier Richet (eds.), Globalisation of firms in China, India and Russia, Academic Foundation, New Delhi, avril 2007.
- En collaboration avec Xavier Richet, Gouvernance, coopération et stratégie des firmes chinoises, Paris, L'Harmattan, 2005, 212 p.
- En collaboration avec Daniel Dirks et Thierry Ribault (eds.), Japanese Management in the Low Growth Era. Berlin : Springer, 1998. 438 p.

### Contributions à des ouvrages collectifs
- « La Chine a atteint les limites écologiques de notre modèle de développement », dans Laurent Testot et Laurent Aillet (direction), Collapsus : Changer ou disparaître ? Le vrai bilan sur notre planète, Éditions Albin Michel, 2020, 352 p. (ISBN 978-2-22644-897-2).